# Gemma Giannini
Gemma Giannini, née le 27 octobre 1884 à Lucques en Italie et morte le 26 août 1971 à Camigliano, est une religieuse italienne. Fascinée par la Passion du Christ, elle vécut selon l'expérience mystique de sainte Gemma Galgani. Elle est la fondatrice des Sœurs de Sainte Gemma Galgani et reconnue vénérable par l'Église catholique.

## Biographie

### Jeunesse
Euphémie naît le 27 octobre 1884 à Lucques. Troisième d’une famille de douze enfants elle est la fille de Matteo Giannini et Giustina Bastiani.
C’est à l’âge de 15 ans, en 1899, à l’occasion des prédications sur le Sacré-Cœur prêchées au mois de juin au monastère des salésiennes, que Eufemia rencontre pour la première fois Gemma Galgani. Euphémie confie un jour : « Jamais je n’oublierai ce regard et ce sourire de cette première rencontre ». Au cours de l'année, elle entre à l’école supérieure, en vue de devenir enseignante. L'année suivante, Gemma est accueillie par la famille Giannini, où elle reste jusqu’à sa mort. Le 11 avril 1903, à l’âge de 25 ans, Gemma Galgani meurt dans la maison des Giannini, chez qui elle vit depuis 4 ans. Le 16 juillet 1904, Eufemia est diplômée de l’école normale féminine de Lucques. Elle a tout juste 20 ans.

### Vie religieuse
Le couvent des moniales passionistes est fondé à Lucques le 16 mars 1905, avec l’arrivée de deux religieuses, un an après sa fondation, le 8 janvier 1906, Euphémie entre au couvent des moniales passionistes comme postulante. Elle commence son noviciat le 25 mars, et fait sa profession religieuse le 11 avril, jour anniversaire de la mort de Gemma Galgani, prenant le nom de sœur Marie Gemma Madeleine de Jésus. Cette même année 1906, elle est nommée maîtresse des novices.
Après 13 années au couvent des sœurs passionistes de Lucques, elle rejoint en 1919, comme supérieure, celui d’Itri. Elle est de santé fragile et passe trois mois dans sa famille pour se soigner. Le 4 septembre la dépouille de Gemma Galgani est transférée dans la chapelle de la maison de la rue du Tiglio et sœur Gemma participe à la procession du transfert. C’est sur ce lieu même que sera construit en 1937 le couvent définitif des moniales passionistes de Lucques. Le 4 octobre 1923, sœur Giannini part au monastère de Vignanello.
Le 1er mars 1930, mère Agnès la supérieure du monastère de Vignanello meurt et est remplacée par mère Rosalia, hostile à sœur Giannini qui quitte le monastère le 1er décembre 1931 et retourne au monastère de Lucques.

### La fondation des Sœurs de Sainte-Gemma
Le père d’Euphémie, Matteo Giannini, meurt le 9 mai 1935. Euphémie, dont la santé est de plus en plus chancelante, obtient un indult de deux ans pour se soigner hors du monastère. Deux années plus tard, en avril 1937, elle réintègre le monastère de Lucques mais en 1938, elle quitte le monastère de Lucques pour fonder un nouvel institut religieux. Le 4 mai 1939 elle s'installe à Borgonuovo di Camigliano, où elle fonde les Sœurs de sainte Gemma.
Les sœurs de sainte Gemma ont pour vocation d'imiter les vertus concrètes et la spiritualité qui furent celles de Gemma Galgani, et de s'occuper des enfants pauvres ou abandonnés : Gemma était en effet orpheline lorsqu'elle fut accueillie chez les Giannini.
Le 2 mai 1940, Gemma Galgani est canonisée par Pie XII. À cette occasion, sœur Gemma Giannini rencontre le Saint Père en audience privée.
En 1941 sont ouvertes deux « maisons de travail », nom donné aux maisons des membres du nouvel institut fondé par elle : à Favale di Malvaro et à San Pietro Vara.
D'autres fondations suivront : prise en charge de la direction de l’orphelinat du Sacré-Cœur à Brugnato (en 1946), ouverture d’une maison à Casale Litta sur le territoire du diocèse de Milan (en 1948), d’une autre maison à Desio dans l’école des missionnaires salésiens (en 1951), puis à Galbiate auprès des  missionnaires clarétains (en 1953), à Sierre en Suisse, dans le diocèse de Plaisance  (en 1956), et la maison du clergé à Lucques (en 1965).
Saint Padre Pio de Pietrelcina (1887-1968), qui était lui-même un dévot de sainte Gemma Galgani, est un personnage influent dans la vie d’Eufemia. La première visite de sœur Gemma Giannini à Padre Pio à Pietrelcina a lieu en 1942. Elle va le voir 18 fois au long de sa vie.
En 1943, sœur Giannini achète la maison natale de sainte Gemma à Borgonuovo.
Après la Seconde Guerre mondiale, sœur Gemma Giannini se rend deux fois aux États-Unis, afin d’y recueillir des fonds pour son œuvre: en 1953 (trois mois) ; en 1954, (six mois).
En 1959, sœur Gemma fait l’acquisition de la maison de Borgonuovo (Villa Guerra), la première maison occupée par Eufemia en 1939, qui prend le nom de « Villa Maria ». Débutent alors les travaux de construction de la maison-mère de la congrégation, qui comporte, selon le vœu d’Eufemia, une école maternelle.

### Dernières années
En 1959, au cours d’un voyage en Calabre, sœur Gemma Giannini ressent les premiers signes de la paralysie progressive qui peu à peu va la rendre invalide. En 1960, le général des passionistes autorise les sœurs de Gemma à porter le signe passioniste sur leur habit.
En 1961, le 16 avril (jour anniversaire de la mort de ste Gemma), au tout début de sa paralysie, Mère Gemma rédige un texte destiné à ses sœurs, qui constitue son « testament spirituel ».
Le 25 octobre 1964, l’association des sœurs de sainte Gemma est érigée en congrégation diocésaine du diocèse de Bobbio. Le 5 août 1982, le pape Jean-Paul II, érigera l’institut en congrégation de droit pontifical.
En 1966, quatre sœurs partent fonder une maison au Congo.
Le 28 août 1970 est célébré le premier chapitre général de la congrégation des sœurs de Gemma. Sœur Dorothée Prelovsek première compagne de Gemma Eufemia à Borgonuovo est élue supérieure générale.
Le 26 août 1971, Mère Giannini meurt dans la maison natale de sainte Gemma.

## Béatification et canonisation
- 1990 : ouverture de la cause en béatification et canonisation.
- 15 mars 2008 : le pape Benoît XVI lui attribue le titre de vénérable.

Depuis 2008, une enquête sur un miracle dû à son intercession est en cours. Si son authenticité est reconnue, Eufemia Giannini sera proclamée bienheureuse.